# AeroVironment Switchblade
El AeroVironment Switchblade es un pequeño vehículo aéreo no tripulado en miniatura dirigido por control remoto, o MUAV por sus siglas en inglés (Miniature Unmanned Aerial Vehicle), usado por las Fuerzas Armadas de Estados Unidos. La aeronave está empacada en un tubo lanzador fácilmente transportable en una mochila, y se propulsa mediante un motor eléctrico. Destinada a unidades de tamaño de un pelotón, provee no solo de capacidad de reconocimiento, sino también de ataque, al disponer de una carga explosiva en su fuselaje.